# Francisco Diez Barroso

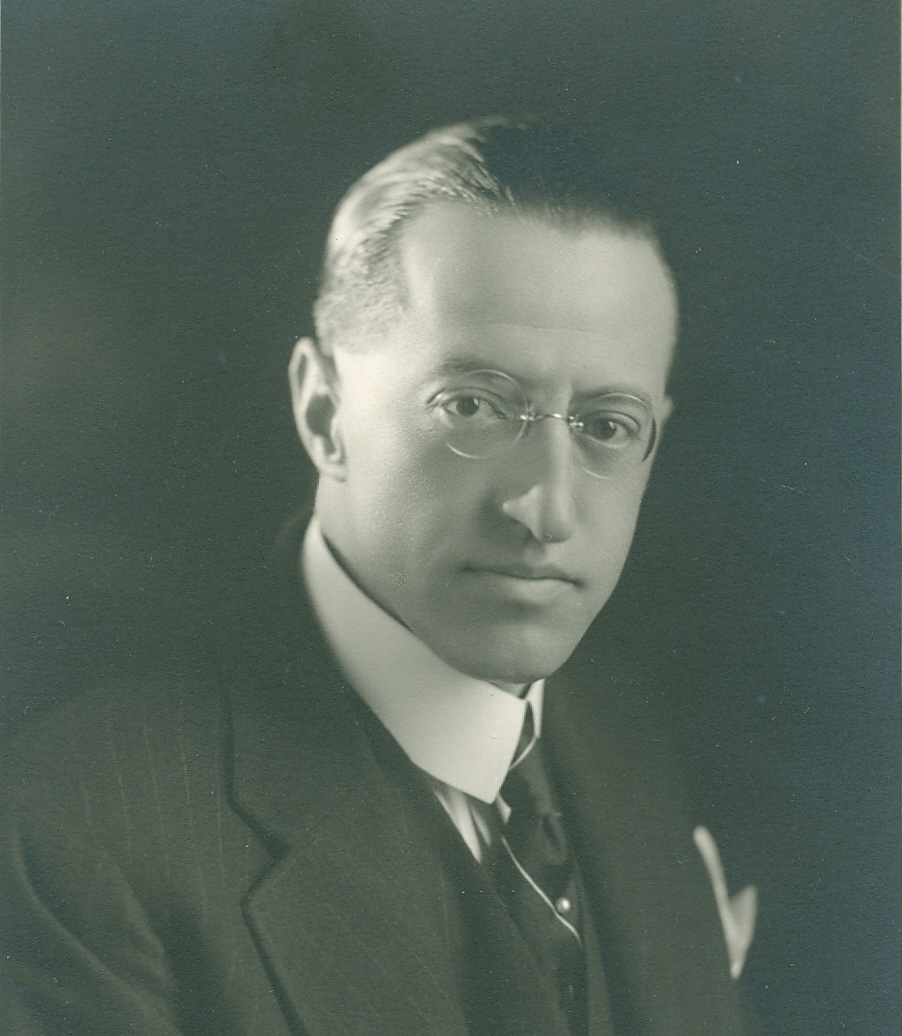
Francisco Diez Barroso.

Francisco Diez Barroso Govantes (Ciudad de México, 15 de marzo de 1885 - 16 de octubre de 1924) fue un abogado mexicano, alumno de Pablo Macedo Saravia. Hijo de Francisco Diez Barroso y Fernández de Córdova (senador diputado y contador general de la Nación, autor de "Tratado de cuentas corrientes a interés", 1889) y Victoria Govantes Vera. Sus hermanos fueron Fernando Diez Barroso (1887-1936) y el dramaturgo Víctor Manuel Diez Barroso (1890-1932).

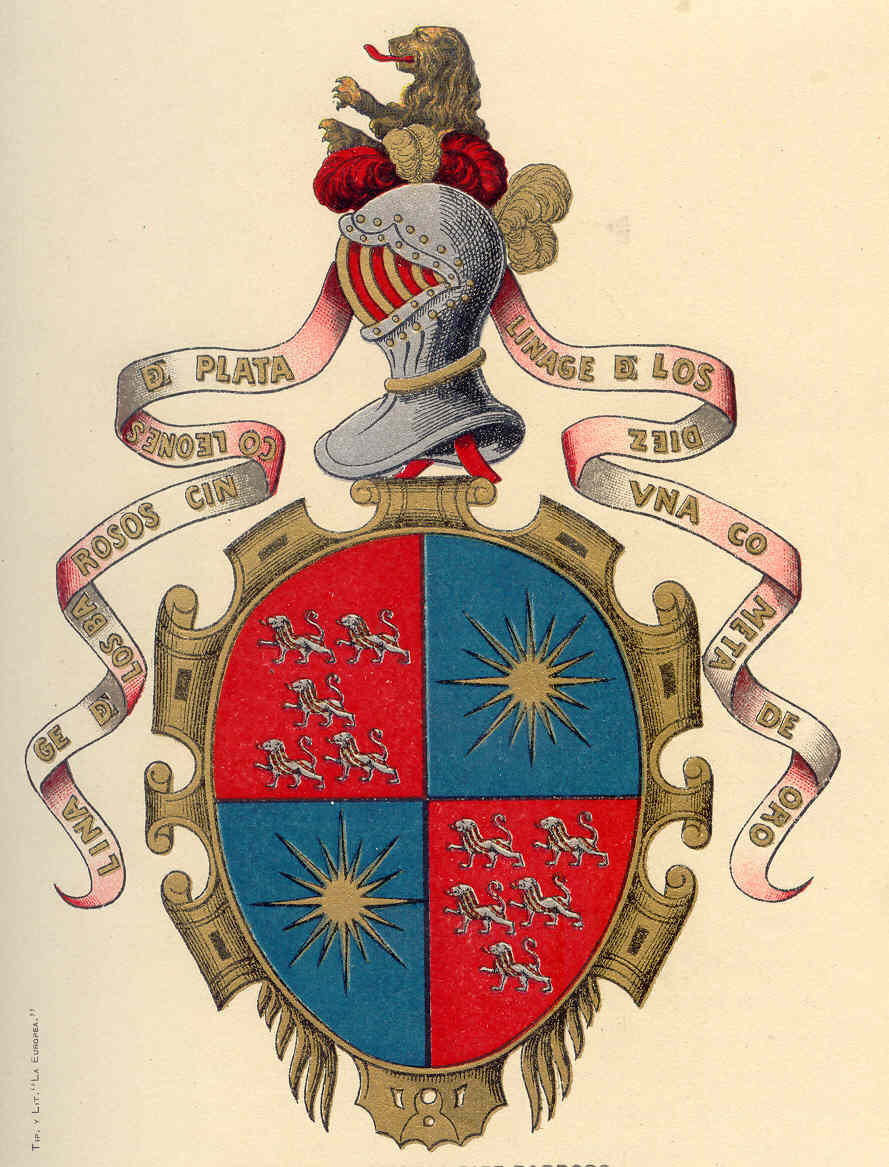
Armas de los Diez Barroso.

Estudió en la Escuela Nacional Superior y en la Escuela Nacional de Jurisprudencia. Se recibió en 1907 con la tesis La reincidencia en los diversos tipos criminales.
Se casó con Paulina Macedo Velázquez (1898-1978) con quien solo tuvo una hija, Paulina Diez Barroso (1924-2006).
Escribió en 1921 El arte colonial en la Nueva España, primer libro de arte colonial en México. Fue socio del próspero despacho "Cancino, Riba y Diez Barroso", en el que llevó las cuentas de la Compañía de Tranvías, Luz y Fuerza y la Compañía Petrolera "El Águila", así mismo tuvo clientes privados como Arthur Rubinstein. Fundó con Silvestre Revueltas la Sociedad Mexicana de Música. 
El 15 de octubre de 1924 (pocas horas antes de morir) presentó ante el Tercer Congreso Jurídico Nacional su conferencia "Los consejos de administración, los gerentes y los apoderados". Murió sorpresivamente a los 39 años de un infarto mientras dormía.
- Datos: Q5865541
- Multimedia: Francisco Diez Barroso / Q5865541